# Port lotniczy Benešov
Port lotniczy Benešov (cz.: Letiště Benešov, kod ICAO: LKBE) – port lotniczy położony w czeskim Benešovie (w dzielnicy Bystřice u Benešova). Lotnisko zostało wybudowane w latach 1937–1938.